# Campeonato da Europa de Atletismo de 2018 - Revezamento 4x400 m masculino
A prova dos 4 x 400 metros estafetas masculino do Campeonato da Europa de Atletismo de 2018 foi disputada entre os dias  10 e 11 de agosto de 2018 no Estádio Olímpico de Berlim em Berlim,  na Alemanha. 

## Recordes
Antes desta competição, os recordes mundiais e do campeonato nesta prova eram os seguintes:
|                       | Nome                                                          | Nacionalidade  | Tempo   | Local     | Data                  |
| --------------------- | ------------------------------------------------------------- | -------------- | ------- | --------- | --------------------- |
| Recorde mundial       | (Andrew Valmon, Quincy Watts Butch Reynolds, Michael Johnson) | Estados Unidos | 2m54s29 | Estugarda | 22 de agosto de 1993  |
| Recorde do campeonato | (Paul Sanders, Kriss Akabusi John Regis, Roger Black)         | Reino Unido    | 2m58s22 | Split     | 1 de setembro de 1990 |
| Recorde europeu       | (Iwan Thomas, Jamie Baulch Mark Richardson, Roger Black)      | Reino Unido    | 2m56s60 | Atlanta   | 3 de agosto de 1996   |

## Medalhistas
| Ouro | Prata                                                                                                | Bronze |
| Bélgica · Dylan Borlée · Jonathan Borlée · Jonathan Sacoor · Kévin Borlée · Robin Vanderbemden* · Julien Watrin* | Reino Unido · Rabah Yousif · Dwayne Cowan · Matthew Hudson-Smith · Martyn Rooney · Cameron Chalmers* | Espanha · Óscar Husillos · Lucas Búa · Samuel García · Bruno Hortelano · Darwin Echeverry* · Mark Ujakpor* |

* Indica que o atleta só competiu nas baterias e recebeu medalhas.

## Cronograma
Todos os horários são locais (UTC+2).
| Data         | Hora  | Evento  |
| ------------ | ----- | ------- |
| 10 de agosto | 13:05 | Bateria |
| 11 de agosto | 21:30 | Final   |

## Resultados

### Bateria
Qualificação: 3 atletas de cada bateria  (Q) mais os 2 melhores qualificados (q). 
| Posição | Bateria | Nacionalidade | Atletas                                                               | Tempo   | Notas                |
| ------- | ------- | ------------- | --------------------------------------------------------------------- | ------- | -------------------- |
| 1       | 1       | Grã-Bretanha  | Cameron Chalmers, Dwayne Cowan, Rabah Yousif, Martyn Rooney           | 3:01.62 | Q, EL                |
| 2       | 1       | França        | Mame-Ibra Anne, Mamadou Kassé Hanne, Teddy Atine, Thomas Jordier      | 3:01.67 | Q,                   |
| 3       | 1       | Chéquia       | Patrik Šorm, Michal Desenský, Vít Müller, Pavel Maslák                | 3:02.52 | Q,                   |
| 4       | 2       | Bélgica       | Julien Watrin, Robin Vanderbemden, Jonathan Sacoor, Dylan Borlée      | 3:02.55 | Q                    |
| 5       | 1       | Polónia       | Dariusz Kowaluk, Rafał Omelko, Mateusz Rzeźniczak, Kajetan Duszyński  | 3:02.75 | q                    |
| 6       | 1       | Alemanha      | Marvin Schlegel, Torben Junker, Fabian Dammermann, Johannes Trefz     | 3:03.37 | q                    |
| 7       | 2       | Itália        | Edoardo Scotti, Michele Tricca, Vladimir Aceti, Davide Re             | 3:04.08 | Q                    |
| 8       | 2       | Espanha       | Mark Ujakpor, Lucas Búa, Darwin Echeverry, Samuel García              | 3:04.62 | Q,                   |
| 9       | 2       | Países Baixos | Tony van Diepen, Liemarvin Bonevacia, Ramsey Angela, Nick Smidt       | 3:04.93 |                      |
| 10      | 1       | Ucrânia       | Oleksiy Pozdnyakov, Danylo Danylenko, Stanislav Senyk, Vitaliy Butrym | 3:03.93 | Recorde da temporada |
| 11      | 2       | Irlanda       | Christopher O'Donnell, Brandon Arrey, Leon Reid, Thomas Barr          | 3:06.55 | Recorde da temporada |
| 12      | 2       | Croácia       | Mateo Ružić, Hrvoje Čukman, Sven Cepuš, Mateo Kovačić                 | 3:07.80 | Recorde da temporada |
| 13      | 2       | Turquia       | Abdullah Tütünci, Yavuz Can, Akin Özyürek, Batuhan Altıntaş           | 3:07.83 |                      |
| 14      | 2       | Roménia       | Cristian Radu, Cosmin Trofin, David-Iustin Nastase, Robert Parge      | 3:10.08 |                      |
| 15      | 1       | Suécia        | Carl Bergström, Erik Martinsson, Dennis Forsman, Joel Groth           | DSQ     | 170.20               |
| 15      | 1       | Suíça         | Jonas Gehrig, Ricky Petrucciani, Joel Burgunder, Charles Devantay     | DSQ     | 163.3 (b)            |

### Final
| Posição           | Bateria | Nacionalidade | Atletas                                                             | Tempo   | Notas                |
| ----------------- | ------- | ------------- | ------------------------------------------------------------------- | ------- | -------------------- |
| Medalha de ouro   | 3       | Bélgica       | Dylan Borlée, Jonathan Borlée, Jonathan Sacoor, Kevin Borlée        | 2:59.47 | EL                   |
| Medalha de prata  | 5       | Grã-Bretanha  | Rabah Yousif, Dwayne Cowan, Matthew Hudson-Smith, Martyn Rooney     | 3:00.36 | Recorde da temporada |
| Medalha de bronze | 7       | Espanha       | Óscar Husillos, Lucas Búa, Samuel García, Bruno Hortelano           | 3:00.78 | Recorde da temporada |
| 4                 | 6       | França        | Ludvy Vaillant, Mamadou Kassé Hanne, Teddy Atine, Thomas Jordier    | 3:02.08 |                      |
| 5                 | 2       | Polónia       | Karol Zalewski, Rafał Omelko, Łukasz Krawczuk, Kajetan Duszyński    | 3:02.27 |                      |
| 6                 | 4       | Itália        | Edoardo Scotti, Michele Tricca, Davide Re, Matteo Galvan            | 3:02.34 |                      |
| 7                 | 8       | Chéquia       | Jan Tesař, Pavel Maslák, Patrik Šorm, Filip Šnejdr                  | 3:03.00 |                      |
| 8                 | 1       | Alemanha      | Patrick Schneider, Torben Junker, Fabian Dammermann, Johannes Trefz | 3:04.69 |                      |

Legenda
| Recorde mundial       | Recorde mundial (World record)               |                       | Recorde africano                      | Recorde africano (African) |                                           | Q | Classificado por posição (Qualified) |
| Recorde do campeonato | Recorde do campeonato (Championship record)  | Recorde da América    | Recorde da América (Americas)         | q                          | Classificado por melhor tempo (Qualified) |   |                                      |
| Melhor marca do ano   | Melhor marca do ano (World leading)          | Recorde asiático      | Recorde asiático (Asian)              | DNS                        | Não largou (Did not start)                |   |                                      |
| Recorde nacional      | Recorde nacional (National record)           | Recorde europeu       | Recorde europeu (European)            | DNF                        | Não terminou (Did not finish)             |   |                                      |
| Recorde pessoal       | Recorde pessoal do atleta (Personal best)    | Recorde da Oceania    | Recorde da Oceania (Oceania)          | DSQ / DQ                   | Desclassificado (Disqualified)            |   |                                      |
| Recorde da temporada  | Recorde da temporada do atleta (Season best) | Recorde sul-americano | Recorde sul-americano (South America) | NM                         | Sem marca (No mark)                       |   |                                      |